# Недогарківська сільська громада
Недогарківська сільська об'єднана територіальна громада — колишня об'єднана територіальна громада в Україні, у Кременчуцькому районі Полтавської області. Адміністративний центр — село Недогарки.
Площа громади — 84,77 км², населення — 3551 мешканець (2018).
Утворена 13 серпня 2015 року шляхом об'єднання Максимівської та Недогарківської сільських рад Кременчуцького району.
12 червня 2020 року громада була ліквідована і увійшла до Піщанської сільської громади.

## Населені пункти
До складу громади входять 5 сіл: Максимівка, Недогарки, Панівка, Пащенівка та Рокитне-Донівка.